# دیمیتری شابانوف
دیمیتری شابانوف (روسی: Дмитрий Шабанов؛ زادهٔ ۱۹ ژوئیهٔ ۱۹۶۴) قایقران، و ورزشکار اهل اتحاد جماهیر شوروی سوسیالیستی است.